# Anglars-Nozac
Anglars-Nozac är en kommun i departementet Lot i regionen Occitanien i södra Frankrike. Kommunen ligger i kantonen Gourdon som tillhör arrondissementet Gourdon. År 2022 hade Anglars-Nozac 397 invånare.

## Befolkningsutveckling
Antalet invånare i kommunen Anglars-Nozac
| Referens: INSEE |